# Eudes Bunul Marchiz
Odo (sau Eudes) Bunul Marchiz (secolul al XI-lea) a fost un nobil normand care s-a stabilit în sudul Italiei, fără a se cunoaște ce teritoriu anume s-a aflat în posesia sa. A fost căsătorit cu Emma de Hauteville, fiică a ducelui Robert Guiscard de Apulia, având cel puțin trei fii, Tancred, Guillaume (ambii participanți la Prima cruciadă) și Robert, precum și o fiică, numită (probabil) Altruda, care se va căsători cu Richard de Salerno. Persoana lui Eudes este cunoscută exclusiv din conexiunea cu soția și cu fiii lui.